# ホワイトハースト・アンド・サンの日時計
ホワイトハースト・アンド・サンの日時計（ホワイトハースト・アンド・サンのひどけい、英: Whitehurst & Son Sundial）はジョン・ホワイトハーストの甥によって1812年に製作された。現在はダービー博物館・美術館で展示されている。これは太陽時から地方平均時を読み取るための目盛がつけられた、精密な日時計の傑作であり、ほとんど分単位の正確さを持つ。

## 作者
ホワイトハースト家はダービーで腕の良い機械職人として知られていた。ジョン・ホワイトハースト（1713年-1788年）は コングルトンの生まれだが、ダービーに移り住んで時計職人の道に入った。彼は適正計測検査官 (Inspector of Weights) となってロンドンへ移ったが、その甥がホワイトハースト・アンド・サンという名で事業を引き継いだ。ホワイトハースト家の製品としてはタレット・クロックが有名だった。

## 製作
日時計の製作は太陽系の幾何学的理解に基づくものであり、それは特に太陽が平面（この場合ならば地平面）へ如何に影を落とすかという問題である。影の形は一年の周期で毎日異なり、また日時計が置かれた位置（特に緯度）に応じても異なる。この日時計は太陽時が分かるよう設計されているので、経度は重要ではない。ここで言う真昼とは、太陽が最も高く真南へ上がった時のことであり、標準時とはグリニッジ天文台のような別の地点で太陽が真南へ来た時のことである。ダービーはグリニッジから西へ1°28′46.2″の位置にあるため、太陽は5分52.05秒遅れて真昼の位置に来る。時刻を測る上で、考慮すべき問題がもう一つある。地球の公転軌道は僅かに楕円であるため、一日の長さは日ごと僅かに変化しており、平均との差が次第に積み重なって11月と2月にはそれが16分にも達する。このずれは、いわゆる均時差と呼ばれるもので、日時計と機械時計を互いに照らし合わせるようになるまで全く気付かれなかったものである。機械時計はこのずれを無視するか、さもなくば現在の一日の長さに合うよう毎日調整するか、いずれかでなければならない。前者は平均時、後者は地方平均時に相当する。鉄道の時刻表は、真昼のタイミングと一日の長さを標準化する必要があり、グリニッジ平均時を取り入れることになった。地元のミッドランド鉄道は1848年1月にグリニッジ平均時に基づく鉄道時間を取り入れた。
この独特なブロンズ製日時計には「ホワイトハースト・アンド・サン/ダービー/1812」と印がつけられており、ジョージ・ベンソン・ストラット（綿紡績業者ウィリアム・ストラットの弟）がベルパーに持っていた邸宅ブリッジ・ヒル・ハウスに置くため作られたと考えられている。その正確な座標は北緯53°1′49.08″、西経1°29′26.88″である。これはダービー（北緯52°55′00″）のすぐ近くにあり、緯度差にして6′49″、また経度はほぼ同一で、時間にして僅か2秒しか違わない。

### 指柱

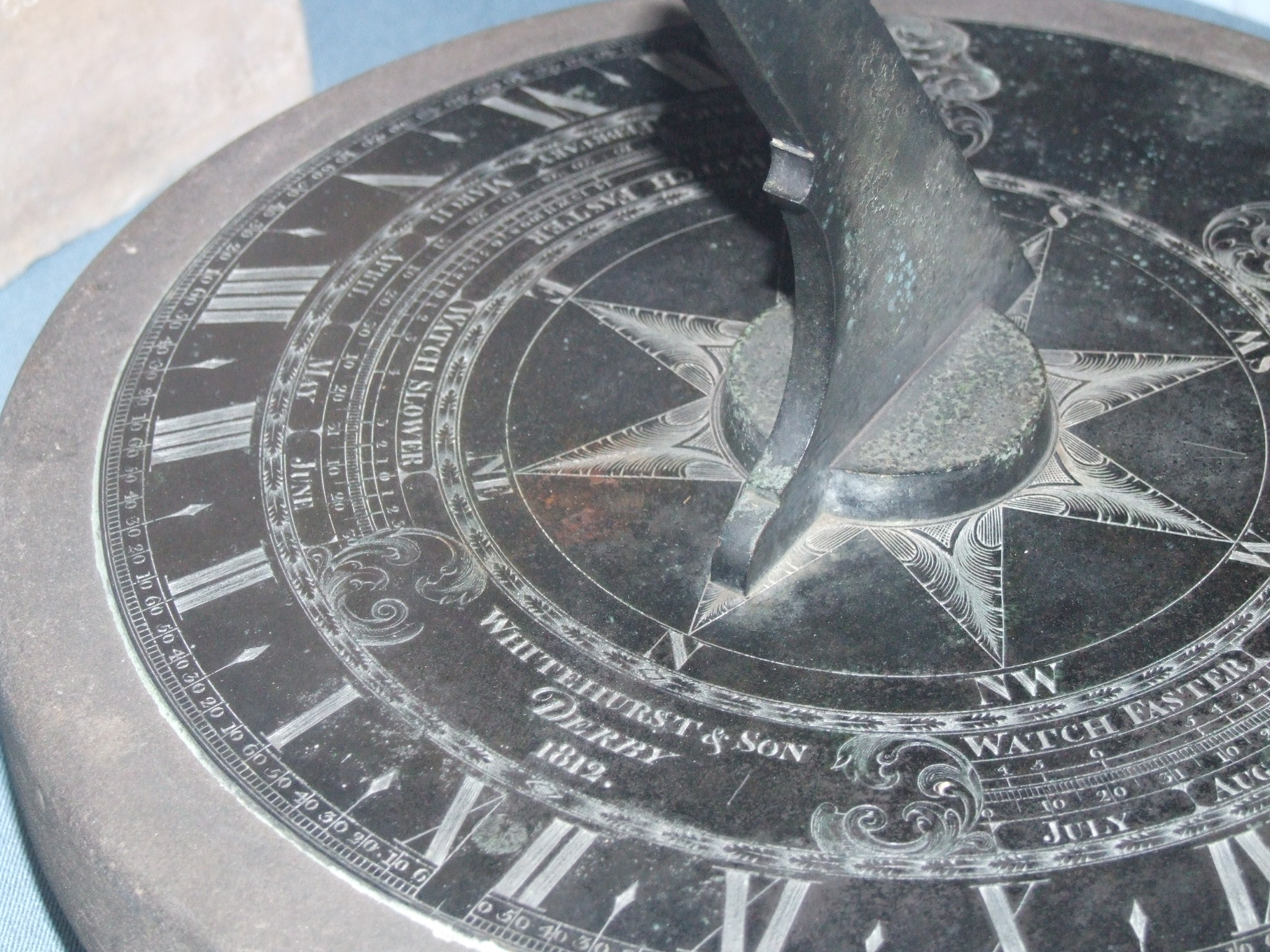

この日時計は頑丈に作られており、その厚い指柱の片面が午前中に、もう片面が午後に影を落とす針となる。盤面には、一続きの円でなく、厚い針によって分けられた2つの半円が刻まれている。この日時計は、針が盤面に対してなす角度がブリッジ・ヒル・ハウスの緯度53°1′49″と正確に一致するよう設計されている。盤面は完全に水平になるよう設置され、緯度に応じた微調整は盤面を水平から傾けて行なった。現在、日時計は元から0°6′49″（約0.1度）南にあるため、針をその分だけ持ち上げる必要がある。

### 盤面
水平式日時計（いわゆる庭日時計）では影が落ちる面は地面と水平に置かれ、コマ形日時計のように針と垂直になるわけではない。従って盤面上の影の動きは一様ではなく、時間毎の目盛は計算によって求めることになる。盤面の目盛は精密に刻まれ、その各時刻の線は次の公式から計算されている。
{\displaystyle \tan \theta =\sin \lambda \tan(15^{\circ }\times t)}
λ は日時計がある地理的な緯度（また針の水平面に対する角度）、θ は盤面における特定の時刻線が正午線（これは常に真北を向く）に対してなす角度、t は正午前/後の時間数である。

#### 数学的説明
1〜6時それぞれについて、上の公式が計算される。例えば午後3時ならば公式に 53.03 と 3 を代入する。この結果は次のようになる。
| 1時 | 11.791779 |
| 2時 | 24.219060 |
| 3時 | 37.922412 |
| 4時 | 53.460042 |
| 5時 | 71.020970 |
| 6時 | 90.000000 |

正午前についても全く同じ手順である。盤面は左右対称なので、片面は上の手順で求めたもう片面の鏡像となる。同様の手法で、半時間および分の線を計算できるだろう。正午がまさに南北方向の線上に設定され、5分54秒（グリニッジとベルパーの時差分）片方へずれていない点から、この日時計はグリニッジの時刻でなく、ベルパーの時刻を表していることが分かる。

#### 均時差

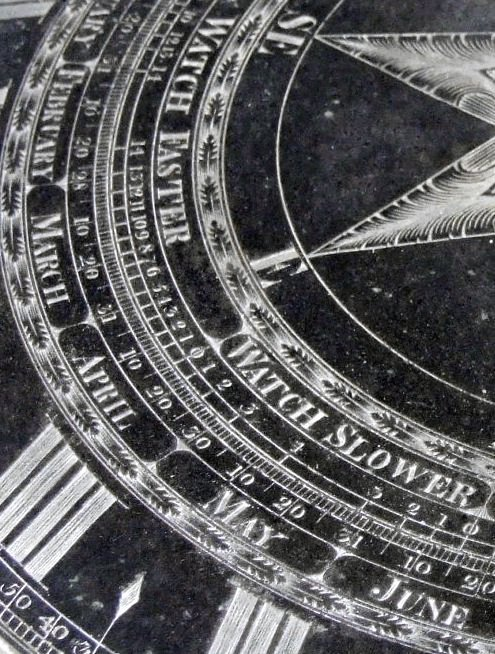
均時差の変換目盛

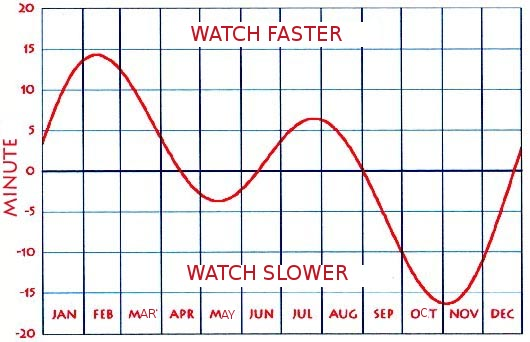
1年を通じた均時差

盤面上には、均時差の補正を手助けする一対の目盛がはっきり見て取れる。一つはその月の日付と日数を表しており、その隣に刻まれた別の目盛は、その日に時計が平均から何分だけ進むか/遅れるかを表している。そこには「時計の遅れと進み。4月15日はこの調整が不要の日です。」と書かれている。この盤面は日時計として太陽時を読み取るためにも、機械時計用に平均時を読み取るためにも、また当時まだ動作が不正確だった懐中時計の時間調整という実際的な用途のためにも使うことができた。もっとも、1920年までには機械時計も進歩してレバー脱進機が広く使われるようになり、こまめな時間調整はもはや必要なくなった。

## 他の注文製作品
1800年に製作されたホワイトハーストの別の日時計が2005年にダービーでオークションにかけられ、1850ポンドで落札された.。